# 미국정치학회
미국정치학회(American Political Science Association, APSA)는 미국의 정치학 전문가 단체이다. 1903년 뉴올리언스 툴레인 대학교 틸턴 기념 도서관에서 설립했다. 《미국정치학회보》(American Political Science Review) 등 네 종의 학술지를 출간하고 있다. 임기 1년의 회장직을 두고 있으며 1909년 우드로 윌슨이 회장을 맡았다.